# 三野町 (徳島県)
三野町（みのちょう）は、徳島県の北西部、吉野川の中流域北岸に位置していた町で、2006年3月1日、三好郡内の5町村と新設合併して市制施行し、三好市となった。
かつての町域は、三好市三野町清水・三野町加茂野宮・三野町勢力・三野町芝生・三野町太刀野・三野町太刀野山となっている。

## 地理
- 山：大川山
- 河川：吉野川、中鳥川、河内谷川、大平谷川

### 隣接している自治体
- 徳島県
  - 美馬市
  - 美馬郡つるぎ町
  - 三好郡三好町
  - 三好郡三加茂町
- 香川県
  - 仲多度郡琴南町
  - 仲多度郡仲南町

## 歴史
16世紀後半、室町幕府を支配した三好氏の出身地。この三好氏や三好郡が全国各地の三好姓の発祥と考えられている。

### 沿革
- 1889年（明治22年）10月1日 - 町村制の施行により、清水村・加茂野宮村・勢力村・芝生村・太刀野村・太刀野山村の区域をもって三野村が発足。
- 1924年（大正13年）1月26日 - 三野村が町制施行して三野町となる。
- 2006年（平成18年）3月1日 - 池田町・山城町・井川町・東祖谷山村・西祖谷山村と合併して三好市が発足。同日三野町廃止。

## 行政
- 竹重義博

## 人口構成
高齢化率が高く、将来の大幅人口減が予測されている。根本的な対策が早急に望まれる。

## 経済

### 産業
農業就業者の割合が高い。
- 特産品：はっさく、はれひめ、お米、菜の花、いちご、ブロッコリー、しいたけ

## 地域

### 教育

#### 中学校
- 三野町立三野中学校

#### 小学校
- 三野町立王地小学校
- 三野町立芝生小学校
- 三野町立芝生小学校太刀野分校（休校）
- 三野町立太刀野山小学校（休校）
- 三野町立東谷小学校（休校）

## 交通

### 道路
高速道路
三野町に徳島自動車道は通っているものの、インターチェンジ (IC), サービスエリア (SA), パーキングエリア (PA) はない。
最寄のIC・5 美馬IC（美馬市）
県道
主要地方道
徳島県道12号鳴門池田線
一般県道
徳島県道108号琴南三野線（現：徳島県道108号勝浦三野線）
徳島県道262号芝生中庄線
徳島県道264号出口太刀野線
道の駅
三野（徳島県道12号鳴門池田線沿線）
広域農道
阿讃西部広域農道
阿讃三好広域農道

## 観光地

### 公園
- 三好市三野健康防災公園

### 名所
- 龍頭の滝・金剛の滝 - とくしま88景・とくしま水紀行50選選定。
- 大平の湧水 - とくしま水紀行50選選定。
- 中央構造線 - 中央構造線の露出地帯。
- 梶取舟造船所 - 吉野川での鮎漁や渡しに使われていた舟の造船所。
- 角の浦大橋
- 紅葉温泉 - 温泉。重曹泉。全国的に珍しい泉質。

### 社寺・史跡
- 勢力神社
- 出雲神社
- 武大神社
- 下加茂神社
- 滝寺 - 新四国曼陀羅霊場。

### 催事
- 日曜市 - 1月第2第4日曜日
- 夏祭りMINO - 8月
- お天王はんの市 - 11月

## 著名な出身者
- 三好長慶（戦国時代の武将。室町幕府を支配した。三好氏の起源は小笠原氏とする説が有名だが、史料が乏しく真偽は不明。）
- 鶴田常吉（教育者）
- 高井美穂（三好市長、元衆議院議員）
- 田岡功（パラグアイ駐日大使）

## その他

### 三野町を舞台にした作品

#### 歌
- 北島三郎「青い旅人 〜吉野川〜」「四国三郎 〜旅行く川〜」 - 吉野川と三好郡などがテーマの演歌